# Turquía en los Juegos Olímpicos de Pyeongchang 2018
Turquía estuvo representada en los Juegos Olímpicos de Pyeongchang 2018 por ocho deportistas, cinco hombres y tres mujeres, que compitieron en cuatro deportes.
El portador de la bandera en la ceremonia de apertura fue el saltador en esquí Fatih Arda İpcioğlu. El equipo olímpico turco no obtuvo ninguna medalla en estos Juegos.